# Синклер, Уильям, 3-й граф Оркни
Уильям Синклер (1410—1484) — 3-й граф Оркнейский (1420/1422-1470), 1-й граф Кейтнесс (1455—1476), барон Рослина. Строитель Рослинской капеллы в Мидлотиане.

## Биография
Представитель шотландского баронского рода Синклер. Сын Генри II Синклера, 2-го графа Оркнейского, и Эгидии Дуглас, внук Генри I Синклера, 1-го графа Оркнейского. В 1420/1422 году после смерти своего отца Уильям Синклер унаследовал власть над Оркнейскими и Шетландскими островами.
Занимал должности лорда-адмирала и лорда-канцлера Шотландии (1454—1456). В 1449 году Уильям Синклер стал первым лордом Синклером в Шотландии. Получил в наследство феод Нитсдейл в графстве Кейтнесс, что вскоре привело его к получению титула графа Кейтнесса (1455) и пэра Шотландии.
В 1470 году король Шотландии Яков III присоединил к королевским владениям графство Оркнейское. В 1471 году Уильям Синклер получил от шотландского короля замок и земли в Ravenscraig в области Файф в обмен на отказ от всех своих прав на графство Оркни. 20 февраля 1472 года шотландский парламент принял закон о включении Оркнейских и Шетландских островов в состав шотландской короны.
В 1476 году Уильям Синклер отказался от титула графа Кейтнесса в пользу своего сына Уильяма Синклера.

## Семья и дети
Был женат три раза. Его первой женой стала леди Элизабет Дуглас, дочь Арчибальда Дугласа, 4-го графа Дугласа. Дети:
- Уильям Синклер, 2-й лорд Сент-Клер, по воле отца был лишён наследства.
- Кэтрин Синклер, жена в 1475—1477 годах Александра Стюарта, герцога Олбани.

Вторично женился на Марджори Сазерленд, дочери Александра Сазерленда из Данбита. Дети:
- Оливер Синклер (род. 1452), барон Рослин
- Уильям Синклер (1459—1513), 2-й граф Кейтнесс (1476—1513)
- Александр Синклер (род. ок. 1454)
- Джордж Синклер (род. ок. 1453)
- Роберт Синклер (род. 1447)
- Артур Синклер (род. ок. 1452)
- Элеонора Синклер (1457—1518), жена с 1476 года Джона Стюарта, 1-го графа Атолла
- Элизабет Синклер (ок. 1455—1498), жена лэрда из Хьюстона
- Маргарет Синклер (род. ок. 1450), муж — Дэвид Босвелл из Балмуто
- Кэтрин Синклер, (1440—1479)
- Сьюзан Синклер (род. ок. 1451)
- Марджори Синклер (1455—1480)
- Мариота Синклер (род. ок. 1455)

Третья жена — Джанет Йеман, брак бездетен.